# Squark
Els squarks són els supercompanys dels quarks. Aquests inclouen el squark samunt, squark savall, squark sencant, squark sestrany, squark sim, i squark sfons.

## Llista de squarks
| Squark            | Símbol                       | Quark associat | Símbol            |
| ----------------- | ---------------------------- | -------------- | ----------------- |
| Primera generació |                              |                |                   |
| Squark samunt     | {\displaystyle {\tilde {u}}} | Amunt quark    | {\displaystyle u} |
| Squark savall     | {\displaystyle {\tilde {d}}} | Avall quark    | {\displaystyle d} |
| Segona generació  |                              |                |                   |
| Squark sencant    | {\displaystyle {\tilde {c}}} | Quark d'encant | {\displaystyle c} |
| Squark sestrany   | {\displaystyle {\tilde {s}}} | Quark estrany  | {\displaystyle s} |
| Tercera generació |                              |                |                   |
| Squark sim        | {\displaystyle {\tilde {t}}} | Quark cim      | {\displaystyle t} |
| Squark sfons      | {\displaystyle {\tilde {b}}} | Quark fons     | {\displaystyle b} |